# Cerkev San Cataldo
Cerkev San Cataldo je katoliška cerkev na trgu Piazza Bellini v osrednjem Palermu na Siciliji v Italiji. Cerkev, ki je bila postavljena leta 1154 kot pomemben primer arabsko-normanske arhitekture, ki je na otoku Sicilija cvetela na pod normansko oblastjo in je pripojena cerkvi Santa Maria dell'Ammiraglio. Od 1930-ih spada v red Svetega groba v Jeruzalemu.
Leta 2015 je bila vpisana na seznam Unescove svetovne dediščine pod naslovom Arabsko-normanski Palermo ter stolnici v Cefalùju in Monrealu.

## Zgodovina
Cerkev je ustanovil admiral Majone di Bari , v letih, ko je bil veliki admiral Viljema I. Sicilski, torej med letoma 1154 in 1160, stavba je bila nato zaupana benediktincem iz Monreala, ki so jo varovali do leta 1787. Nadškof Monreala Giovanni Roano je leta 1679 promoviral 'obnovo in okrasitev' stavbe, dela, zapisana v napisu, ki je še vedno viden nad vhodnimi vrati.
Leta 1882 jo je, po različnih peripetijah, ko je arhitekt Alessandro Emmanuele Marvuglia v cerkev vključil neoklasicistično strukturo in jo celo preoblikoval v pošto, Giuseppe Patricolo v celoti obnovil in ji vrnil strogo prvotno arhitekturno strukturo.
Projekt Giuseppeja Patricola (1882) naj bi bil sestavljen iz popolne slogovne obnove dela. Dela so bila končana v prvih mesecih leta 1885, ko je bil problem pokrivanja kupole rešen tudi z dodajanjem temno rdečega ometnega zaključka. Ta barva, ki je značilna za druge normanske spomenike v Palermu, je torej izum 19. stoletja.
Zaradi zapletenih in radikalnih obnovitvenih del, ki jih je vodil Patricolo, je cerkev San Cataldo dobila konfiguracijo, ki je morda v svoji zgodovini še ni imela: stavba je bila pravzaprav na vseh frontah popolnoma osvobojena priloženih stavb, medtem ko je očitno, da kapela ni bila prvotno pridružena  drugim stavbam. Še danes je stavba, ki jo lahko cenimo, v bistvu arhitekturno delo Patricola, četudi moramo zabeležiti nekatere preobrazbe znotraj cerkve in neposredne okolice v 20. stoletju. Prvega od teh posegov je pripisati pridobitvi cerkve s strani vitezov Svetega groba, ki so leta 1937 obnovili in vrnili kapelo v čaščenje, kot je zapisano na plošči na južni steni znotraj cerkve:
ORDO EQU.SCTIU SEPULCRI HIER / ALOYSIO KARTICA. LAVITRANO PROTEC / TORE COLMITE JOANNE LO BUE / DE LEMOS V SICILY LOCUMTE / NENTE RESTAURAVIT AC DIVINO CULTUI RESTITUIT A.D. MCMXXXVI.
To so bila dela postavitve marmornatih stebrov v alveole na robu apsid, ki imajo v resnici še danes križarski simbol vitezov na kapitelih. Drugi poseg zadeva rušenje stavbe iz 17. stoletja s pogledom na Via Maqueda, ki je bila poškodovana zaradi bombardiranja leta 1943 in dokončno odstranjena leta 1948. Po tem rušenju je bil ob vznožju podnožja, na katerem danes stoji cerkev, ustvarjen odprt prostor, v katerem je na svetlo prišel del starodavnih urbanih zidov iz punske dobe.
Cerkev San Cataldo je zaupana Konjeniškemu redu božjega groba Jeruzalema in je odprta za javnost. Od 3. julija 2015 je del svetovne dediščine (Unesco) kot del Arabsko-normanskega Palerma ter stolnici v Cefalùju in Monrealu.

## Opis
Zunanjost ima kompaktno steno iz peščenjaka, zmehčano z rezbarijami slepih lokov in perforiranimi okni islamskega vpliva. Zgoraj izstopajo slovesni profili treh rdečih kupol (z gladkimi, polkroglastimi in dvignjenimi kapicami), ki so v kromatičnem kontrastu z enobarvnim obzidjem. Cerkev je tipičen primer arabsko-normanske arhitekture, ki je edinstvena za Sicilijo.
Ima pravokoten tloris, ki kaže nagnjenost Normanov k preprostim in težkim oblikam, ki izhajajo iz njihove vojaške formacije. Stavba ponazarja sinkretizem normansko-sicilijanske arhitekture: cerkev je primerljiva s sodobnimi stavbami, kot so ženska opatija Abbaye aux Dames v Caenu, Normandija ali stolnica v Durhamu v Angliji; hkrati kaže značilnosti, značilne za islamsko arhitekturo, kot so na primer kubične oblike, slepi loki, ki artikulirajo zunanje stene cerkve, in značilna kroglasta streha z rdečimi kupolami
Notranjost ima tri kratke ladje od katerih je osrednja zaznamovana z ritmičnim zaporedjem treh kupol - ločenih s stebri. Stebri iz spolij z loki v bizantinskem slogu so obrnjeni proti golim stenam. Tlak je prvotni in ima čudovito mozaično dekoracijo. Izvirnik je tudi glavni oltar.
Pod cerkvijo je vidno staro mestno obzidje.

## Galerija
- Fasada
- Zunanjost apside
- Notranjost leta 1910
- Notranjost kupol
- Tlak v ladji
- Grobnica Matilde